# Forpus xanthops
Forpus xanthops là một loài chim trong họ Psittacidae.

## Hình ảnh

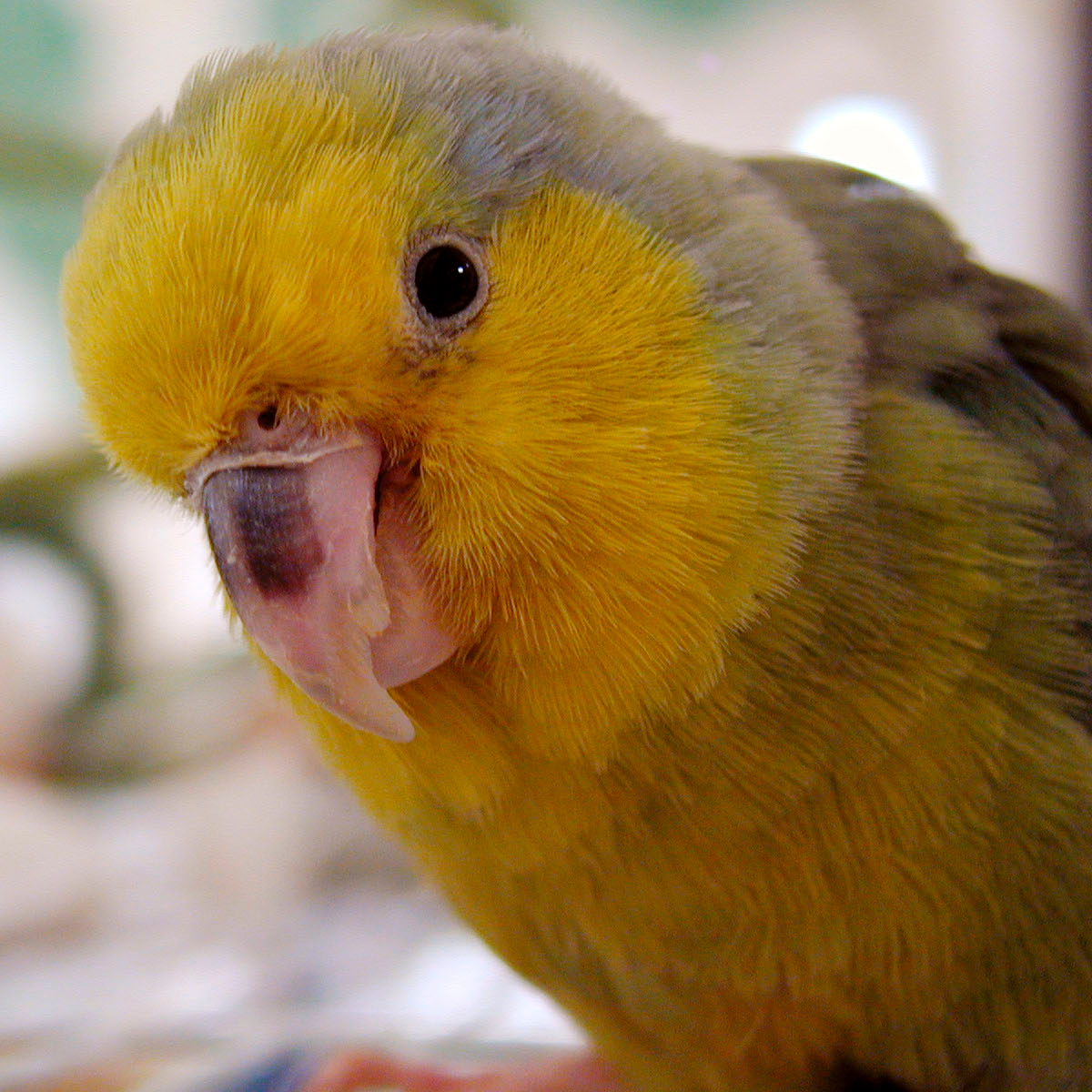
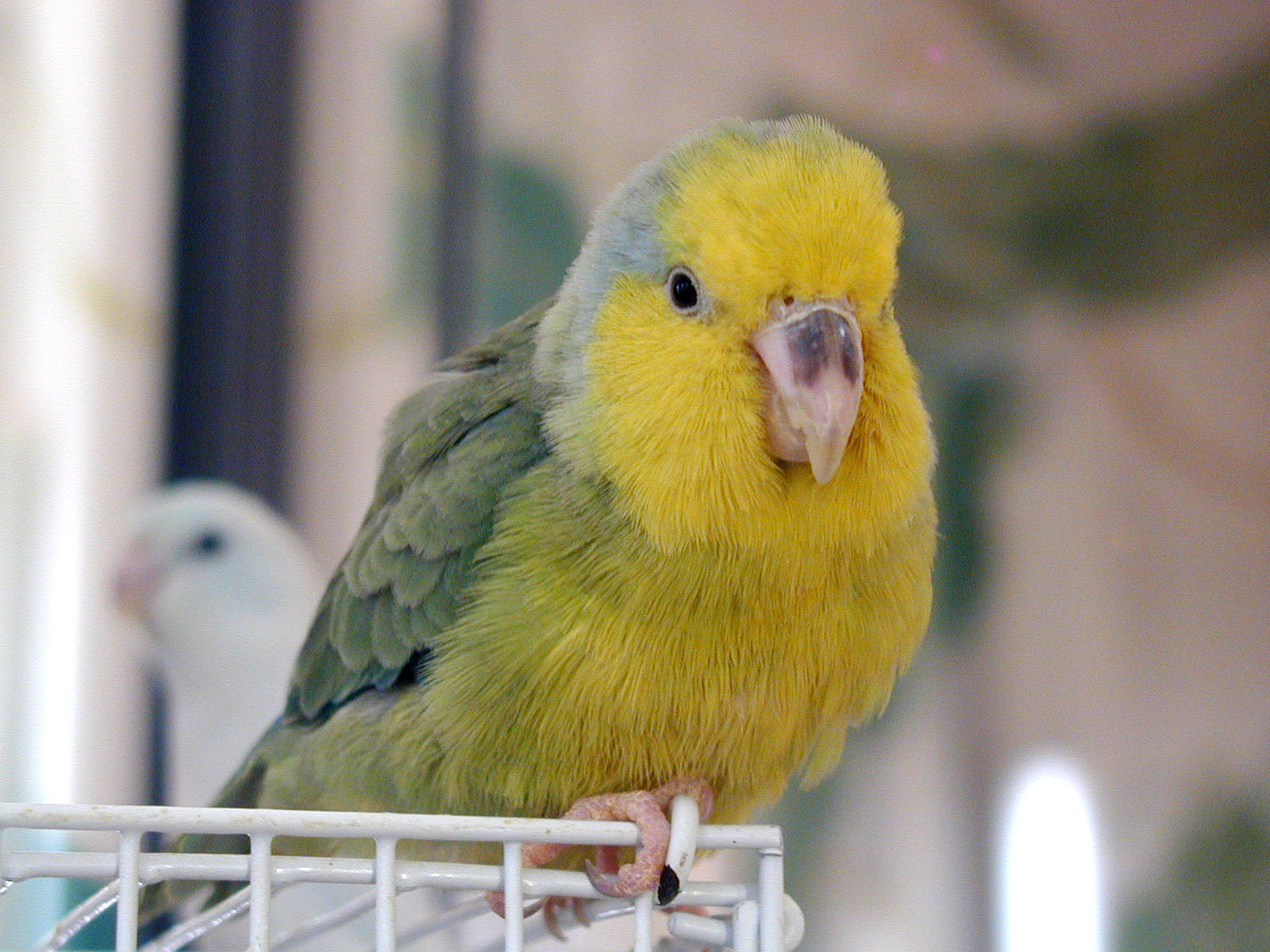
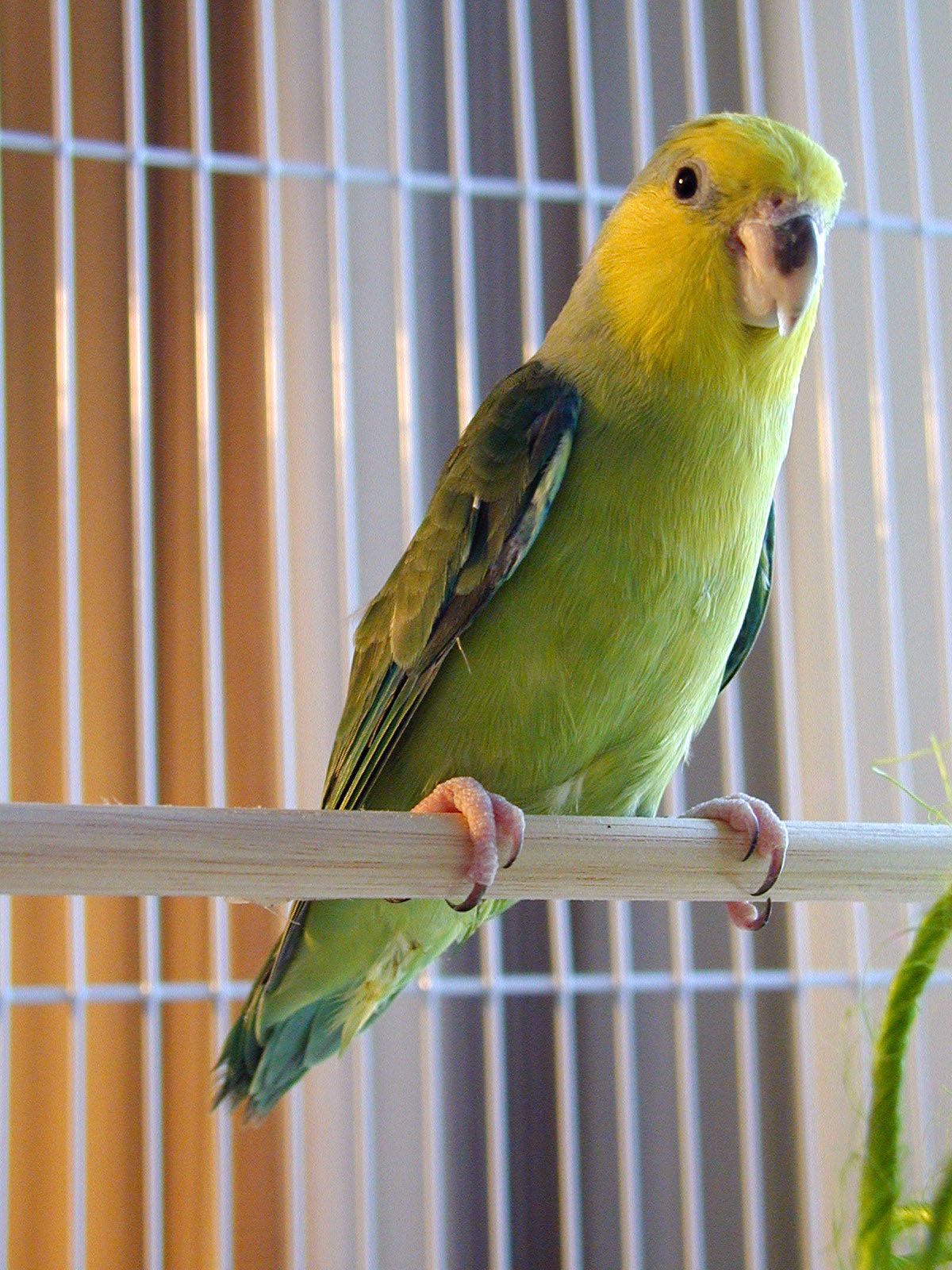